# Yoshiaki Masuo
Yoshiaki Masuo (jap. 増尾 好秋, Masuo Yoshiaki, * 12. Oktober 1946 in Nakano, Tokyo) ist ein japanischer Fusion- und Jazzgitarrist.

## Wirken
Yoshiaki Masuo arbeitete ab den späten 1960er-Jahren u. a. mit Terumasa Hino, Nobuo Hara und Sadao Watanabe, mit dem auch 1968 erste Plattenaufnahmen entstanden (Sadao & Charlie). 1969 nahm er für CBS/SONY sein Debütalbum Winds of Barcelona auf, an dem u. a. Hideo Miyata, Nobuhiro Suzuki, Kazuo Yashiro, Kiyoshi Sugimoto, Yoshio „Chin“ Suzuki und Fumio Watanabe beteiligt waren.
Mit Sadao Watanabe trat Masuo beim Montreux Jazz Festival 1970 auf. In den folgenden Jahren spielte er u. a. mit Takehiro Honda, Jean Luc Ponty/Masahiko Satoh, Masabumi Kikuchi, Richie Beirach, bei Aufenthalten in New York mit Elvin Jones, Sonny Rollins, Mike Nock, Monty Waters, Chuck Loeb und Bob Mover, 1978 in der Band Manhattan Blaze (mit Eddie Henderson, John Stubblefield, Joe Chambers, Hilton Ruiz, Alex Blake, Idris Muhammad, Ray Mantilla).
Des Weiteren spielte Masuo bis 1996 in Japan und in den Vereinigten Staaten eine Reihe von Alben unter eigenem Namen ein, an denen Gastmusiker wie Russel Blake, Randy Brecker, Ron Carter, Bob Cranshaw, Kenny Drew junior, Steve Gadd, Eric Gale, Larry Goldings, Gil Goldstein, Dave Grusin, Jan Hammer, Kenny Kirkland, Will Lee und Grady Tate mitwirkten. Im Bereich des Jazz war er zwischen 1968 und 2009 an 48 Aufnahmesessions beteiligt. Bis 2008 betrieb er in New York ein Tonstudio.